# Fresne-Cauverville
Fresne-Cauverville è un comune francese di 207 abitanti situato nel dipartimento dell'Eure nella regione della Normandia.

## Società

### Evoluzione demografica
Abitanti censiti